# Malhada Sorda
Malhada Sorda ist eine Gemeinde (Freguesia) im portugiesischen Kreis Almeida. In ihr leben 254 Einwohner (Stand 19. April 2021).

## Geschichte
Funde und Ausgrabungsstätten wie die Anta da Pedra de Anta aus der Jungsteinzeit oder die bronzezeitliche Citânia de Oppidanea aus der Castrokultur belegen eine vorgeschichtliche Besiedlung.
Der heutige Ort entstand vermutlich im Verlauf der mittelalterlichen Reconquista. In den Registern des Jahres 1320 ist der Ort bereits als eigene Gemeinde verzeichnet.
Malhada Sorda gehörte zum Kreis Sabugal, seit 1883 ist es eine Gemeinde des Kreises Almeida.

## Verwaltung
Malhada Sorda ist Sitz der gleichnamigen Gemeinde (Freguesia) im Kreis (Concelho) von Almeida im Distrikt Guarda. In ihr leben 254 Einwohner (Stand 19. April 2021).
Die Gemeinde besteht nur aus dem namensgebenden Ort.